# Snowboarden op de Olympische Winterspelen 2022 - Snowboardcross mannen
De snowboardcross voor mannen tijdens de Olympische Winterspelen 2022 vond plaats op 10 februari 2022 in het Genting Snow Park nabij Peking. Regerend (tweevoudig) olympisch kampioen was de Fransman Pierre Vaultier. Hij verdedigde zijn titel niet.

## Tijdschema
| Datum                 | Lokale tijd | MET   | Ronde     |
| --------------------- | ----------- | ----- | --------- |
| donderdag 10 februari | 11:15       | 04:15 | Plaatsing |
| donderdag 10 februari | 14:00       | 07:00 | Finales   |

## Uitslag
| DNF | = Niet gefinisht (Did Not Finish) |
| DNS | = Niet gestart (Did Not Start)    |
| Q   | = Gekwalificeerd                  |

### Plaatsingsronde
| Rang | Bib | Naam                | Land             | 1e run  | 1e run | 2e run  | 2e run | Beste   | Verschil |
| Rang | Bib | Naam                | Land             | Tijd    | Rang   | Tijd    | Rang   | Beste   | Verschil |
| ---- | --- | ------------------- | ---------------- | ------- | ------ | ------- | ------ | ------- | -------- |
| 1    | 15  | Éliot Grondin       | Canada           | 1:16,29 | 1      | —       | —      | 1:16,29 | —        |
| 2    | 7   | Julian Lüftner      | Oostenrijk       | 1:17,00 | 2      | —       | —      | 1:17,00 | 0,71     |
| 3    | 13  | Jakob Dusek         | Oostenrijk       | 1:17,05 | 3      | —       | —      | 1:17,05 | 0,76     |
| 4    | 2   | Alessandro Hämmerle | Oostenrijk       | 1:17,24 | 4      | —       | —      | 1:17,24 | 0,95     |
| 5    | 11  | Martin Nörl         | Duitsland        | 1:17,38 | 5      | —       | —      | 1:17,38 | 1,09     |
| 6    | 16  | Omar Visintin       | Italië           | 1:17,68 | 6      | —       | —      | 1:17,68 | 1,39     |
| 7    | 8   | Hagen Kearney       | Verenigde Staten | 1:17,81 | 7      | —       | —      | 1:17,81 | 1,52     |
| 8    | 4   | Cameron Bolton      | Australië        | 1:17,92 | 8      | —       | —      | 1:17,92 | 1,63     |
| 9    | 3   | Lorenzo Sommariva   | Italië           | 1:17,98 | 9      | —       | —      | 1:17,98 | 1,69     |
| 10   | 12  | Nick Baumgartner    | Verenigde Staten | 1:18,01 | 10     | —       | —      | 1:18,01 | 1,72     |
| 11   | 23  | Umito Kirchwehm     | Duitsland        | 1:18,22 | 11     | —       | —      | 1:18,22 | 1,93     |
| 12   | 19  | Paul Berg           | Duitsland        | 1:18,31 | 12     | —       | —      | 1:18,31 | 2,02     |
| 13   | 20  | Liam Moffatt        | Canada           | 1:18,45 | 13     | —       | —      | 1:18,45 | 2,16     |
| 14   | 9   | Lukas Pachner       | Oostenrijk       | 1:18,49 | 14     | —       | —      | 1:18,49 | 2,20     |
| 15   | 17  | Adam Dickson        | Australië        | 1:18,56 | 15     | —       | —      | 1:18,56 | 2,27     |
| 16   | 6   | Merlin Surget       | Frankrijk        | 1:18,64 | 16     | —       | —      | 1:18,64 | 2,35     |
| 17   | 10  | Adam Lambert        | Australië        | 1:19,33 | 20     | 1:17,56 | 1      | 1:17,56 | 1,27     |
| 18   | 25  | Jake Vedder         | Verenigde Staten | 1:18,83 | 18     | 1:17,88 | 2      | 1:17,88 | 1,59     |
| 19   | 18  | Tommaso Leoni       | Italië           | 1:19,45 | 23     | 1:18,13 | 3      | 1:18,13 | 1,84     |
| 20   | 24  | Mick Dierdorff      | Verenigde Staten | 1:19,66 | 24     | 1:18,64 | 4      | 1:18,64 | 2,35     |
| 21   | 14  | Lucas Eguibar       | Spanje           | 1:18,73 | 17     | 1:19,93 | 10     | 1:18,73 | 2,44     |
| 22   | 5   | Kalle Koblet        | Zwitserland      | 1:19,39 | 22     | 1:18,94 | 5      | 1:18,94 | 2,65     |
| 23   | 21  | Yoshiki Takahara    | Japan            | 1:19,26 | 19     | 1:19,16 | 6      | 1:19,16 | 2,87     |
| 24   | 22  | Loan Bozzolo        | Frankrijk        | 1:19,75 | 25     | 1:19,23 | 7      | 1:19,23 | 2,94     |
| 25   | 30  | Daniil Donskich     | Russische ploeg  | 1:19,36 | 21     | 1:19,93 | 10     | 1:19,36 | 3,07     |
| 26   | 28  | Kevin Hill          | Canada           | 1:20,24 | 26     | 1:19,45 | 8      | 1:19,45 | 3,16     |
| 27   | 1   | Glenn de Blois      | Nederland        | 1:20,75 | 27     | 1:19,69 | 9      | 1:19,69 | 3,40     |
| 28   | 29  | Jarryd Hughes       | Australië        | 1:21,28 | 30     | 1:20,48 | 12     | 1:20,48 | 4,19     |
| 29   | 31  | Huw Nightingale     | Groot-Brittannië | 1:20,79 | 28     | 1:20,72 | 13     | 1:20,72 | 4,43     |
| 30   | 26  | Léo Le Blé Jaques   | Frankrijk        | 1:21,06 | 29     | 1:21,36 | 14     | 1:21,06 | 4,77     |
| 31   | 27  | Filippo Ferrari     | Italië           | 1:24,77 | 31     | DNF     | 99     | 1:24,77 | 8,48     |
| 32   | 32  | Radek Houser        | Tsjechië         | 9:59,99 | 99     | 9:59,99 | 99     | 9:59,99 | DNS      |

### Finaleronde

#### Achtste finale
Achtste finale 1
| Rang | Bib | Naam          | Land      | Opm. |
| ---- | --- | ------------- | --------- | ---- |
| 1    | 1   | Éliot Grondin | Canada    | Q    |
| 2    | 16  | Merlin Surget | Frankrijk | Q    |
| 3    | 17  | Adam Lambert  | Australië |      |
|      | 32  | Radek Houser  | Tsjechië  | DNS  |

Achtste finale 2
| Rang | Bib | Naam              | Land            | Opm. |
| ---- | --- | ----------------- | --------------- | ---- |
| 1    | 8   | Cameron Bolton    | Australië       | Q    |
| 2    | 24  | Loan Bozzolo      | Frankrijk       | Q    |
| 3    | 25  | Daniil Donskich   | Russische ploeg |      |
|      | 9   | Lorenzo Sommariva | Italië          | DNF  |

Achtste finale 3
| Rang | Bib | Naam          | Land      | Opm. |
| ---- | --- | ------------- | --------- | ---- |
| 1    | 5   | Martin Nörl   | Duitsland | Q    |
| 2    | 21  | Lucas Eguibar | Spanje    | Q    |
| 3    | 12  | Paul Berg     | Duitsland |      |
| 4    | 28  | Jarryd Hughes | Australië |      |

Achtste finale 4
| Rang | Bib | Naam                | Land             | Opm. |
| ---- | --- | ------------------- | ---------------- | ---- |
| 1    | 20  | Mick Dierdorff      | Verenigde Staten | Q    |
| 2    | 4   | Alessandro Hämmerle | Oostenrijk       | Q    |
| 3    | 13  | Liam Moffatt        | Canada           |      |
| 4    | 29  | Huw Nightingale     | Groot-Brittannië |      |

Achtste finale 5
| Rang | Bib | Naam              | Land       | Opm. |
| ---- | --- | ----------------- | ---------- | ---- |
| 1    | 19  | Tommaso Leoni     | Italië     | Q    |
| 2    | 30  | Léo Le Blé Jaques | Frankrijk  | Q    |
| 3    | 14  | Lukas Pachner     | Oostenrijk |      |
| 4    | 3   | Jakob Dusek       | Oostenrijk |      |

Achtste finale 6
| Rang | Bib | Naam            | Land        | Opm. |
| ---- | --- | --------------- | ----------- | ---- |
| 1    | 6   | Omar Visintin   | Italië      | Q    |
| 2    | 11  | Umito Kirchwehm | Duitsland   | Q    |
| 3    | 22  | Kalle Koblet    | Zwitserland |      |
| 4    | 27  | Glenn de Blois  | Nederland   |      |

Achtste finale 7
| Rang | Bib | Naam             | Land             | Opm. |
| ---- | --- | ---------------- | ---------------- | ---- |
| 1    | 23  | Yoshiki Takahara | Japan            | Q    |
| 2    | 10  | Nick Baumgartner | Verenigde Staten | Q    |
| 3    | 7   | Hagen Kearney    | Verenigde Staten |      |
| 4    | 26  | Kevin Hill       | Canada           |      |

Achtste finale 8
| Rang | Bib | Naam            | Land             | Opm. |
| ---- | --- | --------------- | ---------------- | ---- |
| 1    | 18  | Jake Vedder     | Verenigde Staten | Q    |
| 2    | 2   | Julian Lüftner  | Oostenrijk       | Q    |
| 3    | 15  | Adam Dickson    | Australië        |      |
|      | 31  | Filippo Ferrari | Italië           | DNS  |

#### Kwartfinales
Kwartfinale 1
| Rang | Bib | Naam           | Land      | Opm. |
| ---- | --- | -------------- | --------- | ---- |
| 1    | 1   | Éliot Grondin  | Canada    | Q    |
| 2    | 16  | Merlin Surget  | Frankrijk | Q    |
| 3    | 24  | Loan Bozzolo   | Frankrijk |      |
| 4    | 8   | Cameron Bolton | Australië |      |

Kwartfinale 2
| Rang | Bib | Naam                | Land             | Opm. |
| ---- | --- | ------------------- | ---------------- | ---- |
| 1    | 4   | Alessandro Hämmerle | Oostenrijk       | Q    |
| 2    | 21  | Lucas Eguibar       | Spanje           | Q    |
|      | 5   | Martin Nörl         | Duitsland        | DNF  |
|      | 20  | Mick Dierdorff      | Verenigde Staten | DNF  |

Kwartfinale 3
| Rang | Bib | Naam              | Land      | Opm. |
| ---- | --- | ----------------- | --------- | ---- |
| 1    | 6   | Omar Visintin     | Italië    | Q    |
| 2    | 19  | Tommaso Leoni     | Italië    | Q    |
| 3    | 30  | Léo Le Blé Jaques | Frankrijk |      |
|      | 11  | Umito Kirchwehm   | Duitsland | DNF  |

Kwartfinale 4
| Rang | Bib | Naam             | Land             | Opm. |
| ---- | --- | ---------------- | ---------------- | ---- |
| 1    | 2   | Julian Lüftner   | Oostenrijk       | Q    |
| 2    | 18  | Jake Vedder      | Verenigde Staten | Q    |
| 3    | 10  | Nick Baumgartner | Verenigde Staten |      |
|      | 23  | Yoshiki Takahara | Japan            | DNF  |

#### Halve finales
Halve finale 1
| Rang | Bib | Naam                | Land       | Opm. |
| ---- | --- | ------------------- | ---------- | ---- |
| 1    | 1   | Éliot Grondin       | Canada     | Q    |
| 2    | 4   | Alessandro Hämmerle | Oostenrijk | Q    |
| 3    | 16  | Merlin Surget       | Frankrijk  |      |
| 4    | 21  | Lucas Eguibar       | Spanje     |      |

Halve finale 2
| Rang | Bib | Naam           | Land             | Opm. |
| ---- | --- | -------------- | ---------------- | ---- |
| 1    | 2   | Julian Lüftner | Oostenrijk       | Q    |
| 2    | 6   | Omar Visintin  | Italië           | Q    |
| 3    | 18  | Jake Vedder    | Verenigde Staten |      |
| 4    | 19  | Tommaso Leoni  | Italië           |      |

#### Finales
Kleine finale
| Rang | Bib | Naam          | Land             | Opm. |
| ---- | --- | ------------- | ---------------- | ---- |
| 5    | 16  | Merlin Surget | Frankrijk        |      |
| 6    | 18  | Jake Vedder   | Verenigde Staten |      |
| 7    | 21  | Lucas Eguibar | Spanje           |      |
| 8    | 19  | Tommaso Leoni | Italië           |      |

Grote finale
| Rang   | Bib | Naam                | Land       | Opm. |
| ------ | --- | ------------------- | ---------- | ---- |
| Goud   | 4   | Alessandro Hämmerle | Oostenrijk |      |
| Zilver | 1   | Éliot Grondin       | Canada     |      |
| Brons  | 6   | Omar Visintin       | Italië     |      |
| 4      | 2   | Julian Lüftner      | Oostenrijk |      |